# Цешковський Віталій Валерійович
Віталій Валерійович Цешковський (25 вересня 1944, Омськ — 24 грудня 2011, Краснодар) — радянський і російський шахіст, гросмейстер (1975). Дворазовий чемпіон СРСР (1978, 1986).

## Біографія
Віталій Цешковський народився в Омську (його предки жили на Волині). Цешковський здобув звання міжнародного майстра 1973 року і звання міжнародного гросмейстера 1975 року. Його найвищі турнірні здобутки — перемоги на турнірах у Лейпцигу (1975), Дубні (1976), Єревані (1980), Баня-Луці (1981), Сочі (1981) та Мінську (1982). Поділив перше місце з Михайлом Талем на 46-му чемпіонаті СРСР з шахів (1978), і став переможцем на 53-му чемпіонаті СРСР (1986). Перемагав кількох чемпіонів світу: Василя Смислова на Московській спартакіаді 1974 року, Михайла Таля в Сочі 1970 року і молодого Гаррі Каспарова на чемпіонаті СРСР в 1978 році.
Цешковський посів четверте місце на міжзональному турнірі в Манілі (1976), на одну сходинку нижче, ніж потрібно було для продовження боротьби за світову корону. На 27-й шаховій олімпіаді 1986 року він набрав 2½ очок і допоміг збірній СРСР виграти золоту медаль.
У 90-х роках тренував майбутнього чемпіона світу росіянина Володимира Крамника.
Володар Кубка європейських чемпіонів серед клубів 1996 року в складі команди « Ітіль» (Казань).
Помер в Краснодарі раптово від гострого серцевого нападу під час шахової партії 24 грудня 2011. Похований на Алеї слави Слов'янського кладовища в Краснодарі.

## Спортивні досягнення
| Рік     | Місто       | Турнір                   | + | - | =  | Результат | Місце   |
| ------- | ----------- | ------------------------ | - | - | -- | --------- | ------- |
| 1967    | Харків      | 35-й чемпіонат СРСР      | 7 | 5 | 1  | 7½ з 13   | 27 — 40 |
| 1968/69 | Алма-Ата    | 36-й чемпіонат СРСР      | 8 | 5 | 6  | 11 з 19   | 4 — 5   |
| 1974    | Ленінград   | 42-й чемпіонат СРСР      | 3 | 4 | 8  | 7 з 15    | 10 — 11 |
| 1976    | Москва      | 44-й чемпіонат СРСР      | 3 | 7 | 7  | 6½ з 17   | 16 — 17 |
|         | Маніла      | 10-й міжзональний турнір | 8 | 3 | 8  | 12 з 19   | 4       |
| 1978    | Тбілісі     | 46-й чемпіонат СРСР      | 6 | 1 | 10 | 11 з 17   | 1 — 2   |
| 1979    | Мінськ      | 47-й чемпіонат СРСР      | 1 | 7 | 9  | 5½ з 17   | 17 — 18 |
|         | Рига        | 11-й міжзональний турнір | 5 | 4 | 8  | 9 з 17    | 8 — 10  |
| 1980/81 | Вільнюс     | 48-й чемпіонат СРСР      | 5 | 3 | 9  | 9½ з 17   | 6 — 9   |
| 1981    | Фрунзе      | 49-й чемпіонат СРСР      | 4 | 5 | 8  | 8 з 17    | 10 — 13 |
| 1986    | Київ        | 53-ї чемпіонат СРСР      | 6 | 1 | 10 | 11 з 17   | 1       |
| 1987    | Мінськ      | 54-й чемпіонат СРСР      | 1 | 7 | 9  | 5½ з 17   | 17 — 18 |
| 1994    | Еліста      | 47-й чемпіонат Росії     | 3 | 1 | 7  | 6½ з 11   | 7 — 15  |
| 2003    | Красноярськ | 56-й чемпіонат Росії     | 4 | 2 | 3  | 5½ з 9    | 11 — 19 |
| 2004    | Москва      | 57-й чемпіонат Росії     | 1 | 6 | 3  | 2½ з 10   | 11      |